# Sishanaspis templorum
Sishanaspis templorum är en insektsart som beskrevs av Alfred Serge Balachowsky 1957. Sishanaspis templorum ingår i släktet Sishanaspis och familjen pansarsköldlöss.
Artens utbredningsområde är Thailand. Inga underarter finns listade i Catalogue of Life.